# Comuna Cărbunești, Prahova
Cărbunești este o comună în județul Prahova, Muntenia, România, formată din satele Cărbunești (reședința) și Gogeasca.

## Așezare
Comuna se află în nord-estul județului, la limita cu județul Buzău, pe malurile râului Lopatna. Este traversată de șoseaua județeană DJ100M, care o leagă spre sud de Podenii Noi și spre nord de Posești.

## Demografie
Componența etnică a comunei Cărbunești
     Români (92,41%)
     Alte etnii (0%)
     Necunoscută (7,59%)
Componența confesională a comunei Cărbunești
     Ortodocși (82,21%)
     Penticostali (8,34%)
     Adventiști (1,31%)
     Alte religii (0,41%)
     Necunoscută (7,72%)
Conform recensământului efectuat în 2021, populația comunei Cărbunești se ridică la 1.450 de locuitori, în scădere față de recensământul anterior din 2011, când fuseseră înregistrați 1.642 de locuitori. Majoritatea locuitorilor sunt români (92,41%), iar pentru 7,59% nu se cunoaște apartenența etnică. Din punct de vedere confesional, majoritatea locuitorilor sunt ortodocși (82,21%), cu minorități de penticostali (8,34%) și adventiști (1,31%), iar pentru 7,72% nu se cunoaște apartenența confesională.

## Politică și administrație
Comuna Cărbunești este administrată de un primar și un consiliu local compus din 11 consilieri. Primarul, Petre Stan[*], de la Partidul Național Liberal, este în funcție din 2008. Începând cu alegerile locale din 2024, consiliul local are următoarea componență pe partide politice:
|  | Partid                          | Consilieri | Componența Consiliului | Componența Consiliului | Componența Consiliului | Componența Consiliului |
|  | ------------------------------- | ---------- | ---------------------- | ---------------------- | ---------------------- | ---------------------- |
|  | Uniunea Salvați România         | 4          |                        |                        |                        |                        |
|  | Partidul Național Liberal       | 4          |                        |                        |                        |                        |
|  | Partidul Social Democrat        | 2          |                        |                        |                        |                        |
|  | Alianța pentru Unirea Românilor | 1          |                        |                        |                        |                        |

## Istorie
Numele comunei provine de la satul principal, ai cărui locuitori se îndeletniceau în trecut cu producerea de cărbune. La sfârșitul secolului al XIX-lea, comuna era formată doar din satul Cărbunești (satul Gogeasca făcând parte din comuna Târlești). Cărbunești se afla pe atunci în plasa Podgoria din județul Prahova și avea 1107 locuitori, o biserică ortodoxă fondată la 1842 și o școală deschisă în 1864 (cu activitate neregulată) în care învățau în 1892 22 de elevi (dintre care 4 fete).
În 1950, a fost arondată raionului Teleajen al regiunii Prahova și apoi (după 1952) al regiunii Ploiești. În 1968, a redevenit parte a reînființatului județ Prahova, alipindu-i-se și satul Gogeasca, din comuna desființată Târlești.

## Monumente istorice
În comuna Cărbunești se află ruinele vechii biserici din lemn (altarul și tâmpla), datând din secolul al XVIII-lea, aflate în cimitirul din satul Cărbunești și clasificate ca monument istoric de arhitectură de interes național.

## Personalități născute aici
- Cristian Albeanu (n. 1971), fotbalist;
- William Gabriel Brînză (n. 1972), om politic;
- Iulian Bădescu (n. 1974), om politic.